# انتخابات شوراهای اسلامی شهر و روستا (۱۴۰۵)
انتخابات هفتمین دورهٔ شوراهای اسلامی شهر و روستا، انتخاباتی است که همزمان با انتخابات های میان دوره‌ای مجلس شورای اسلامی و نخستین انتخابات میان دوره‌ای مجلس خبرگان رهبری  در تاریخ ۱۱ اردیبهشت ۱۴۰۵ برگزار می‌شود.

## شیوه برگزاری و مدت فعالیت شوراها
براساس قانون برگزاری انتخابات شوراهای اسلامی شهر و روستا مصوب ۲۰ اسفند ۱۴۰۳ مجلس شورای اسلامی، انتخابات شوراها از انتخابات ریاست‌جمهوری ایران تفکیک شده و مدت فعالیت ششمین دورهٔ شوراهای اسلامی شهر و روستا و شهردارها و دهیارها  به مدت ۱۰ ماه تا ۲۷ خرداد ۱۴۰۵ تمدید شد. همچنین تاریخ آغاز فعالیت هفتمین دورهٔ شوراهای اسلامی شهر و روستا و شهردارها و دهیارها از ۲۸ خرداد ۱۴۰۵ و مدت فعالیت شوراها مانند دوره‌های گذشته ۴ ساله می‌باشد، همچنین در این دوره انتخابات به شیوه تناسبی برگزار می‌شود و رای دهندگان قادر به رای دهی به یک حزب یا جریان بوده یا می توانند به یک نفر رای دهند در صورت رای به نامزدی از یک حزب آن رای برای کل حزب محسوب می گردد. براساس قانون این شیوه از برگزاری در این دوره از انتخابات به صورت آزمایشی و تنها در شهر تهران برگزار می‌شود و از انتخابات دوره هشتم شوراها در تمامی شهرهای بالای ۴۰۰ هزار نفر این شیوه انتخاباتی انجام خواهد شد. با اعلام وزارت کشور انتخابات هفتمین دورهٔ شوراهای اسلامی شهر و روستا در تاریخ ۱۱ اردیبهشت ۱۴۰۵ برگزار شده و فرایند برگزاری انتخابات کاملا الکترونیکی خواهد بود.